# Bill Ward
Bill Ward (narozen jako William Thomas Ward, 5. května, 1948, Aston, Birmingham, Anglie) je bubeník legendární britské heavy metalové skupiny Black Sabbath.
Ve skupině hrál na bicí od jejího vzniku v roce 1969 až do odchodu v roce 1980 a zpíval sólově ve dvou skladbách od Black Sabbath; „It's Alright“ (album Technical Ecstasy), a „Swinging The Chain“ (album Never Say Die!).
Jeho charakteristická hra na bicí (ovlivněná hrou swingových bubeníků) násobí rytmus basových a kytarových riffů, což vytáří silný kombinovaný efekt. To je patrné například ve skladbě „Iron Man“ z alba Paranoid. Charakteristická je i jeho rychlá technika bicích a silné vedení mezi riffy. Pro tohle je dobrým příkladem skladba „Symptom of the Universe“ z alba Sabotage.
Předtím, než byla založena skupina Black Sabbath, Bill Ward a kytarista Tony Iommi hráli ve skupině „Mythology“; Ozzy Osbourne a Geezer Butler hráli ve skupině „Rare Breed“.
V letech 1969 až 1980 hrál Bill na všech albech Black Sabbath. Kvůli osobním důvodům skupinu opustil v srpnu 1980 během turné k albu Heaven and Hell.

## Příslušenství
Ward naposledy použil bicí Ludwig, činely Sabian, paličky ProMark a DW hardware.
Ward používá činely Sabian, bicí Tama, paličky Vic Firth a hardware Gibraltar. Dříve používal činely Zildjian a bicí Ludwig a Premier.
Bicí Tama Imperialstars
1. 13"x15" Tom
2. 16"x16" Floor Tom
3. 16"x18" Floor Tom
4. 8"x14" Virbl
5. 5"x14" Virbl
6. 14"x26" Kopák
7. 14"x26" Kopák
8. 14"x20" Gong Bass Drum
9. Octobans

Činely Sabian AA a HH
1. 14" AA Rock Hats
2. 10" AA Mini Hats
3. 20" AA Medium Crash
4. 29" AA China (custom)
5. 22" Hand Hammered Raw Bell Dry Ride
6. 14" Hand Hammered Sizzle Hats
7. 22" Hand Hammered Medium Crash
8. 14" Hand Hammered Mini China
9. 22" Hand Hammered Power Ride
10. 21" Hand Hammered Medium Crash

## Bubeníci, které inspiroval
- Peter Criss (Kiss)
- Dale Crover (Nirvana)
- Les Binks (Judas Priest)
- Chuck Bisquits (Danzig)
- Mike Bordin (Faith No More, Ozzy Osbourne)
- Matt Cameron (Pearl Jam, Soundgarden)
- Dave Grohl (Nirvana)
- Vinnie Paul (Pantera)
- Lars Ulrich (Metallica)
- Alex Van Halen (Van Halen)
- Sim Cain (Rollins Band)
- Igor Cavalera (Sepultura)
- Jean-Paul Gaster (Clutch)

## Diskografie

### 1970s
- 1970 – Black Sabbath – Black Sabbath
- 1970 – Black Sabbath – Paranoid
- 1971 – Black Sabbath – Master of Reality
- 1972 – Black Sabbath – Black Sabbath, Vol. 4
- 1973 – Black Sabbath – Sabbath Bloody Sabbath
- 1975 – Black Sabbath – Sabotage
- 1975 – Black Sabbath – We Sold Our Soul for Rock 'n' Roll
- 1976 – Black Sabbath – Technical Ecstasy
- 1978 – Black Sabbath – Never Say Die!

### 1980s
- 1980 – Black Sabbath – Heaven and Hell
- 1980 – Black Sabbath – Live at Last
- 1983 – Black Sabbath – Born Again
- 1983 – The Mezmerist – The Innocent, The Forsaken, The Guilty (demo)

### 1990s
- 1990 – Bill Ward – Ward One: Along the Way
- 1993 – Ozzy Osbourne – Live & Loud
- 1994 – Nativity in Black: A Tribute to Black Sabbath
- 1997 – Bill Ward – When the Bough Breaks
- 1997 – Ozzy Osbourne – The Ozzman Cometh
- 1998 – Black Sabbath – Reunion

### 2000s
- 2000 – Tony Iommi – Iommi
- 2002 – Black Sabbath – Past Lives
- 2002 – Bill Ward – "Straws" (single)
- 2002 – Black Sabbath – Symptom of the Universe: The Original Black Sabbath 1970–1978
- 2003 – Dio – Stand Up and Shout: The Dio Anthology
- 2004 – Black Sabbath – Black Box: The Complete Original Black Sabbath (1970–1978)
- 2006 – Black Sabbath – Greatest Hits 1970–1978
- 2007 – Black Sabbath – Black Sabbath: The Dio Years
- 2008 – Black Sabbath – The Rules of Hell (Disc 1: Heaven and Hell)

### 2010s
- 2015 – Bill Ward – Accountable Beasts